# کاندوبولین
کاندوبولین (به انگلیسی: Condobolin) یک شهرک در استرالیا است که در Lachlan Shire واقع شده‌است.